# Strawberry delight
La strawberry delight (letteralmente "delizia alle fragole") è un dolce statunitense diffuso principalmente nel Minnesota.

## Descrizione
La strawberry delight è un dolce al cucchiaio che ha una base di pasta brisé di cracker Graham (Graham cracker crust) sormontata da un mix di latte, panna montata, crema di formaggio, fragole e gelatina di fragole. Nelle sue varianti, il dolce può contenere ingredienti aggiuntivi a piacere, tra cui gelato, frutta sciroppata (mandarini e ananas), marshmallow, succo di limone e noci.

## Alimenti simili
Un alimento simile della cucina persiana è il deser-e toot farangi con frutti di bosco immersi nello zucchero liquefatto e aromatizzato con vaniglia e acqua di rose.